# Stephen Sondheim
Stephen Joshua Sondheim (/ˈsɒndhaɪm/ SOND-hyme; 22 tháng 3 năm 1930 - 26 tháng 11 năm 2021) là một nhà soạn nhạc và viết lời ca khúc người Mỹ. Trong số những nhân vật quan trọng nhất trong nhạc kịch thế kỷ 20, Sondheim được Broadway World ca ngợi "là nhà soạn nhạc kiêm tác giả lời ca khúc sáng tạo nhất, có ảnh hưởng lớn nhất và quan trọng nhất lịch sử Broadway hiện đại". Còn New York Times đánh giá, âm nhạc và lời ca khúc của Sondheim đã nâng cao hơn mặt bằng các chuẩn mực nghệ thuật bộ môn nhạc kịch Mỹ. Các chương trình nhạc kịch của ông đề cập đến "các yếu tố tối hơn, khó chịu hơn của trải nghiệm con người", với các bài hát thường nhuốm "không khí xung quanh" về các khía cạnh khác nhau của cuộc sống.
Sondheim bắt đầu sự nghiệp sân khấu của mình bằng cách viết lời cho West Side Story (1957) vả Gypsy (1959) trước khi trở thành một nhà soạn nhạc và viết lời. Các tác phẩm nổi tiếng nhất của Sondheim bao gồm A Funny Thing Happened on the Way to the Forum (1962), Company (1970), Follies (1971), A Little Night Music (1973), Sweeney Todd: The Demon Barber of Fleet Street (1979), Merrily We Roll Along (1981), Sunday in the Park with George (1984), và Into the Woods (1987).
Các giải thưởng Sondheim được trao bao gồm 8 lần nhận giải thưởng Tony (bao gồm cả giải Tony Thành tựu trọn đời năm 2008), một Giải Viện hàn lâm, tám lần nhận giải Grammy, giải Pulitzer, giải Laurence Olivier và Huân chương Tự do của Tổng thống. Ông có một nhà hát mang tên mình ở Broadway và ở the West End of London. Sondheim viết nhạc phim, đóng góp "Goodbye for Now" cho Reds của Warren Beatty (1981). Ông đã viết bài hát cho phim thập niên 1990 Dick Tracy, bao gồm "Sooner or Later (I Always Get My Man)", được Madonna hát trong phim, và đoạt giải Oscar cho ca khúc trong phim hay nhất. Các bộ phim chuyển thể từ tác phẩm của Sondheim bao gồm West Side Story (1961), Gypsy (1962), A Funny Thing Happened on the Way to the Forum (1966), A Little Night Music (1977), Gypsy (1993), Sweeney Todd: The Demon Barber of Fleet Street (2007), Into the Woods (2014), West Side Story (2021), và Merrily We Roll Along (TBD).

## Tiểu sử
Sondheim sinh ngày 22 tháng 3 năm 1930, trong một gia đình Người Do Thái ở Thành phố New York, là con trai của Etta Janet ("Foxy"; nhũ danh Fox; 1897–1992) và Herbert Sondheim (1895–1966).

## Tác phẩm chính
| Năm  | Tựa                                            | Vai        | Nhạc              | Lời              | Sách                          | Tham khảo |
| ---- | ---------------------------------------------- | ---------- | ----------------- | ---------------- | ----------------------------- | --------- |
| 1954 | Saturday Night                                 | Nhạc & lời | Stephen Sondheim  | Stephen Sondheim | Julius J. Epstein             | [ 3 ]     |
| 1957 | West Side Story                                | Lyrics     | Leonard Bernstein | Stephen Sondheim | Arthur Laurents               | [ 3 ]     |
| 1959 | Gypsy                                          | Lyrics     | Jule Styne        | Stephen Sondheim | Arthur Laurents               | [ 3 ]     |
| 1962 | A Funny Thing Happened on the Way to the Forum | Nhạc & lời | Stephen Sondheim  | Stephen Sondheim | Burt Shevelove, Larry Gelbart | [ 3 ]     |
| 1964 | Anyone Can Whistle                             | Nhạc & lời | Stephen Sondheim  | Stephen Sondheim | Arthur Laurents               | [ 3 ]     |
| 1965 | Do I Hear a Waltz?                             | Lyrics     | Richard Rodgers   | Stephen Sondheim | Arthur Laurents               | [ 3 ]     |
| 1966 | Evening Primrose                               | Nhạc & lời | Stephen Sondheim  | Stephen Sondheim | James Goldman                 | [ 4 ]     |
| 1970 | Company                                        | Nhạc & lời | Stephen Sondheim  | Stephen Sondheim | George Furth                  | [ 3 ]     |
| 1971 | Follies                                        | Nhạc & lời | Stephen Sondheim  | Stephen Sondheim | James Goldman                 | [ 3 ]     |
| 1973 | A Little Night Music                           | Nhạc & lời | Stephen Sondheim  | Stephen Sondheim | Hugh Wheeler                  | [ 3 ]     |
| 1974 | The Frogs                                      | Nhạc & lời | Stephen Sondheim  | Stephen Sondheim | Burt Shevelove                | [ 5 ]     |
| 1976 | Pacific Overtures                              | Nhạc & lời | Stephen Sondheim  | Stephen Sondheim | John Weidman                  | [ 3 ]     |
| 1979 | Sweeney Todd                                   | Nhạc & lời | Stephen Sondheim  | Stephen Sondheim | Hugh Wheeler                  | [ 3 ]     |
| 1981 | Merrily We Roll Along                          | Nhạc & lời | Stephen Sondheim  | Stephen Sondheim | George Furth                  | [ 3 ]     |
| 1984 | Sunday in the Park with George                 | Nhạc & lời | Stephen Sondheim  | Stephen Sondheim | James Lapine                  | [ 3 ]     |
| 1987 | Into the Woods                                 | Nhạc & lời | Stephen Sondheim  | Stephen Sondheim | James Lapine                  | [ 3 ]     |
| 1990 | Assassins                                      | Nhạc & lời | Stephen Sondheim  | Stephen Sondheim | John Weidman                  | [ 3 ]     |
| 1994 | Passion                                        | Nhạc & lời | Stephen Sondheim  | Stephen Sondheim | James Lapine                  | [ 3 ]     |
| 2008 | Road Show                                      | Nhạc & lời | Stephen Sondheim  | Stephen Sondheim | John Weidman                  | [ 6 ]     |